# USS Broadbill (AM-58)
Pour les autres navires du même nom, voir USS Broadbill.
Le USS Broadbill (pennant number AM-58)  est un dragueur de mines de la Classe Auk lancé pour la United States Navy (USN) et qui a servi pendant la Seconde Guerre mondiale.

## Conception
Le Broadbill est commandé le 5 novembre 1940 pour le chantier naval de Defoe Shipbuilding Company à Bay City dans l'état du Michigan aux États-Unis. La pose de la quille est effectuée le 23 juillet 1941 et le Broadbill est lancé le 21 mai 1942 et mis en service le 11 octobre 1942.
Les dragueurs de mines de classe Auk sont armés d'un canon de 3 pouces/50 calibres (76,2 mm), 2 canons Bofors 40 mm et sont équipés 2 lanceurs de charge de profondeurs pour la lutte anti-sous-marine.

## Histoire

### 1942–1946
Après sa mise en service, le Broadbill est affecté à Boston dans le Massachusetts, sous le commandement de l'United States Fleet Forces Command (la force de service de la flotte de l'Atlantique).
Jusqu'en avril 1944, il escorte des convois entre les ports de la côte Est et ceux de la côte du golfe du Mexique, et effectue deux voyages dans les Caraïbes. Le 11 avril 1944, il s'embarque pour l'Angleterre où il effectue de nombreux exercices de ratissage en vue du débarquement en Normandie.
Le 5 juin 1944, le Broadbill, en tant qu'unité due Mine Squadron 7 (7e escadron de déminage), en compagnie de 10 autres dragueurs de mines, dégage le chenal d'approche d'Utah Beach pour les navires d'appui-feu, et le 6 juin, commence à balayer la zone d'appui proprement dite. Le 25 juin, il aide à nettoyer les zones d'appui-feu au large de Cherbourg. Les opérations se poursuivent au large de l'Angleterre et de la France jusqu'en août.
Il se rend ensuite à Naples, via Oran, en Algérie, et mène des opérations de nettoyage en mer de Ligurie, dans le détroit de Bonifacio, et autour de la Sardaigne et de la Corse. Pour mener à bien cette mission, le 7e Escadron de déminage arrive dans la baie de Cavalaire, dans le sud de la France, le 23 août 1944, pour nettoyer les ports et les approches françaises pendant l'opération Dragoon, l'invasion du sud de la France. Le 28 mai 1945, le Broadbill, en compagnie de la 21e Division des mines, part pour Norfolk, en Virginie, où il subit des réparations jusqu'au 30 août 1945.
Le 17 septembre 1945, en compagnie du Service Squadron 5, le Broadbill se met en route pour San Pedro, en Californie. Il est ensuite envoyé à Astoria dans l'Oregon, où il arrive le 7 décembre pour une révision de pré-inactivation. Le Broadbill est mis hors service en réserve à San Diego le 3 juin 1946.

### 1952–1954
Remis en service le 19 mars 1952, le Broadbill navigue au large des côtes californiennes jusqu'au 27 juin 1952. Il se rend ensuite à Charleston, en Caroline du Sud, où il arrive le 15 juillet. Pendant le reste de l'année 1952, il opère au départ de Charleston et effectue une croisière d'entraînement dans les Caraïbes.
En janvier 1953, il se rend en Méditerranée pour une croisière avec la 6th Fleet (6e flotte), et revient à Charleston le 21 mai 1953. Il effectue des opérations de routine au large de la côte atlantique jusqu'en août, date à laquelle il a été soumis à une révision d'inactivation. Le Broadbill est mis hors service en réserve le 25 janvier 1954, à l'escale d'Orange, au Texas. Il est reclassé MSF-58 le 7 février 1955.
Le Broadbill est rayé de la Naval Vessel Register (liste de la marine) le 1er juillet 1972, et vendu  pour la ferraille le 1er décembre 1973.

### Honneurs de bataille
- 2 battle stars (étoiles de batailles) pour ses actions durant la Seconde Guerre mondiale

### Participation auxconvois
Le Broadbill a navigué avec les convois suivants au cours de sa carrière:

### Commandement
- Lieutenant Commander John Belton Cleland, Jr. (USNR) du 13 octobre 1942 au 7 mai 1943
- Lieutenant Commander Ernest A. Ruth, Jr. (USNR) du 9 mai 1943 à juillet 1943
- Lieutenant Commander Oscar Berndherd Lundgren (USNR) de juillet 1943 à janvier 1945
- Lieutenant Robert Sherman Juhl (USNR) de janvier 1945 à avril 1945
- Lieutenant Commander Edward E. Burrowes (USNR) d'avril 1945 au 22 août 1945
- Lieutenant Commander Edward Patrick O'Callahan (USNR) du 22 août 1945 au 12 novembre 1945
- Lieutenant Martin B. Greenberg (USN) du 12 novembre 1945 au 3 juin 1946
- Lieutenant Commander John L. Brown (USN) du 19 mars 1952 au ?

Notes:
USN: United States Navy 
USNR: United States Navy Reserve